# Момчило М. Ристић
Момчило М. Ристић (Мрчајевци, 27. јул 1929 – Београд, 10. август 2018) био је српски инжењер технологије и редовни члан САНУ на Одељењу техничких наука (дописни члан од 21. марта 1974, редовни од 12. децембра 1985). Примарно поље рада било му је наука о материјалима и технологија материјала, са ужом оријентацијом на прогнозу својстава материјала, физику и технологију синтеровања.

## Биографија
Момчило М. Ристић рођен је 27. јула 1929. године у Мрчајевцима, од мајке Милке и оца Милана, учитеља. Дипломирао је са одличним услсхом на Технолошком факултету Универзитета у Београду. После дипломирања и одслуженог војног рока, од 1955. године, радио је у Предузећу „ЦЕР" у Чачку на проблемима добијања електрокерамичких материјала, после чега, од 1959. године, ради у Институту за нуклеарне науке на проблемима развоја модерних материјала, нуклеарно-керамичко горива, високоватросталним и металокерамичким материјали итд. Од 1974. године сарађује у Институту техничких наука САНУ, вде води пројекте који се односе на физику и технологију синтеровања. Године 1962. изабран за доцента Електротехничког факултета Универзитета у Београду, а пет година касније за ванредног професора Техничког факултета у Нишу. Године 1969. изабран је за редовног професора Електронског факулгета Универзитета у Нишу, где обавља и дужност шефа Катедре за електротехничке материјале.
Mомчило Ристић је 1962. године одбранио докгорску дисертацију под насловом Реакције у чврстом стању система AL-TiO2 на Технолошком факулгету Универзитета у Београду, после чега је промовисан за доктора техничких наука.
Као један од водећих југословенских технолога и утемељивач науке о материјалима код нас, стекао је велики углед у међународним оквирима. Теоријско проучавање процеса синтеровања Момчила Ристића односи се на фундаменталну анализу процеса који се одигравају при синтеровању реалних материјала. To је, у ствари, оригиналност која каракгерише, у свету познату, Београдску школу синтеровања, чији је творац Момчило Ристић. Научну физиономију ове школе најбоље карактерише укупно 14 докторских теза и 15 магистарских радова, урађених и одбрањених под његовим руководством до краја 1974. године.

## Чланство у другим академијама
Био је члан ван радног састава Македонске академије наука и уметности од 1986. године, инострани члан Академије Украјинске Совјетске Социјалистичке Републике од 1991. године и инострани члан Руске академије наука од 1992. године.

## Чланство у стручним удружењима
Држао је чланство у наредним стручним удружењима:
- Инжењерска академија наука Србије (почасни члан од 1999)
- Међународни институт за науку о синтеровању (председник)

## Одбори
Био је члан више одбора:
- Одбор за астронаутику
- Одбор за физичку хемију
- Међуодељенски одбор за енергетику
- Међуодељенски одбор за 3. миленијум
- Међуодељенски одбор за мултидисциплинарно проучавање споменика средњовековне културе
- Међуодељенски одбор за физичку хемију материјала
- Комисија за међународну и међуакадемијску сарадњу САНУ
- Научни одбор Здружене лабораторије за савремене материјале САНУ (председник)

## Дела (библиографија)
Mомчило Ристић је објавио велики број научних и стручних радова, односно кљига, у којима се третирају проблеми науке о материјалима, а који су исто тако у вези са развојем модерних техничких материјала. Његови научни радови приладају следећим ужим научним дисциплинама:
- Теоријско проучаваље процеса синтеровања,
- Синтеровање кристалних материјала,
- Реакције у чврстом стању и
- Физичке особине материјала.

Објавио је 922 научна рада, од чега 488 у страним и 434 у домаћим часописима, као и 32 књиге.

### Књиге
1. Основи науке о материјалима – Београд: Научна књига, 1977.

### Уреднички рад
1. Science of sintering (главни и одговорни уредник)
2. International Journal of Powder Metalurgy (USA) (члан редакционог одбора)
3. Journal of Powder and Bulk Solids Technology (England) (члан редакционог одбора)
4. Journal of Serbian Chemical Society (Belgrade) (члан редакционог одбора)
5. Хемијски преглед (Београд) (члан редакционог одбора)

## Библиотека Момчила М. Ристића
Академик Момчило Ристић поклонио је део своје личне библиотеке са 1240 наслова Библиотеци САНУ. Књиге су примљене у фонд 1999. године, а до краја 2000. године завршена је њихова обрада у електронском каталогу SANUBIB са сигнатуром ПБ 35. Књиге су углавном из области којом се бави академик М. Ристић, наука о материјалима. Највећи број књига је на страним језицима: руском, немачком, енглеском.

## Награде и признања
1. Октобарска награда Београда, 1965.
2. Френкељова награда, 1977.

Такође, бројне повеље и плакете.